# Ciudad de Kulikoró
Kulikoró es una ciudad en Malí y la capital de la región de Kulikoró. Está situada a orillas del río Níger, a 59 kilómetros de la capital nacional, Bamako. Es la estación final del ferrocarril Dakar-Níger.
Kulikoró es el término del ferrocarril de Dakar-Níger, que fue terminado en 1905. Entre agosto y noviembre, en el final de la estación lluviosa, las mercancías se transportan río Níger abajo a Segú, Mopti, Tombuctú y Gao. La navegación río arriba no es posible debido a los rápidos de Sotuba cerca de Bamako.

## Geografía
Kulikoró se encuentra a orillas del río Níger, a unos 60 km al nordeste, río abajo de la capital Bamako por la carretera nacional RN 27. Se extiende sobre la llanura fluvial, limitada por una meseta de los montes Manding llamada Niana Kulú.
La ciudad tiene los siguientes barrios, nombrados según se recorre la ciudad desde Bamako: Subán, Kulikoró Gare, Kulikoró Ba y Katibugú. Oficialmente hay siete barrios en la zona urbana: Koulikoro I, Koulikoro II, Koulikoro Gare, Plateau I, Plateau II, Plateau III, Kolébougou, además de cuatro barrios rurales: Souban, Kayo, Katibougou y Thien.
A partir de enero, cuando comienza la época caliente, la «playa de Kulikoró» es muy buscada par refrescarse.

### Etimología
El nombre «Kolo koro» en bambara, en español, ‹al pie del monte›, proviene del monte Niana Kulú, que se encuentra al norte. El monte Niana Kulú tiene un papel importante en la historia de Mali.

## Historia
- 1204–1205: el rey de los sosso, Sumaoro Kanté, reinó con violencia y terror el pequeño reino de Mandé.
- 1235: Sumaoro Kanté es derrotado por Sundiata, posteriormente rey de Mali, en la batalla de Kirina. Según una leyenda, Sumaoro Kanté logró huir hacia Kulikoró, donde se refugió en las cuevas del monte Niana Kulú, donde reina hasta hoy.
- 1785: Mungo Park, explorador británico, pasa por Kulikoró en uno de sus dos viajes a Mali para la exploración del Níger.
- 1800–1808: fundación del pueblo de Kulikoró por Dioba Diarra.
- 1850: llegada de los fofana y singaré, que habían huido del conquistador de los tukolor, El Hadj Oumar.
- 1884: el capitán Lanneau y Uodiu Diarra, jefe del pueblo, firman un contrato de protectorado; se construye un campamento militar.
- 1897: traslado de la estación de investigación agrícola de Kati a Katibugú.[3]
- 1904: llegada del primer tren a Kulikoró y fundación del barrio de Kulikoró Gare.
- 1907: construcción del Buffet et Hôtel de la Gare, hay ayuntamiento y centro cultural de Kulikoró.
- 1924: inundaciones en la ciudad.
- 1929: plaga de langostas.
- 1940–1941: confiscación de parte de la cosecha de mijo por los franceses.
- 1942: construcción de la HUICOMA (Huilerie Cotonnière du Mali) para el procesamiento del algodón y de las semillas de algodón.
- 1950: segunda inundación de la ciudad.
- 1955: el 18 de noviembre, Kulikoró se convierte, como parte de la colonia francesa del Sudán francés,[4] en una comuna de mediano tamaño, dirigida por un alcalde, funcionario nombrado por el jefe del territorio, ayudado por un consejo municipal elegido por un colegio único.[5]
- 1968: tras el golpe de Estado del 19 de noviembre de 1968, el presidente electo Modibo Keïta fue detenido en Kayo/Koulikoro.
- 1979: elección como capital de la región de Kulikoró y hasta hoy sede del gobernador de Kulikoró.
- 1980: el 1 de octubre de 1980 la Escuela militar interarmas «Boubacar Sada Sy» se trasladó de Kati a Kulikoró.[6]
- 2014: el 8 de enero comienza la formación de tropas malienses por la Misión de Entrenamiento de la Unión Europea en Malí en Kulikoró.[7]
- 2019: atentado terrorista contra el centro de adiestramiento de Kulikoró, sede de la EUTM Malí, rechazado por tropas españolas y malienses.[8]

|                                         |
| Llegada de la misión de Hourst en 1898. |

|                                         |
| Buffet et Hôtel de la Gare de Kulikoró. |

|                          |
| El mercado de la ciudad. |

|                                                  |
| Talleres de reparación de la flotilla del Níger. |

## Economía

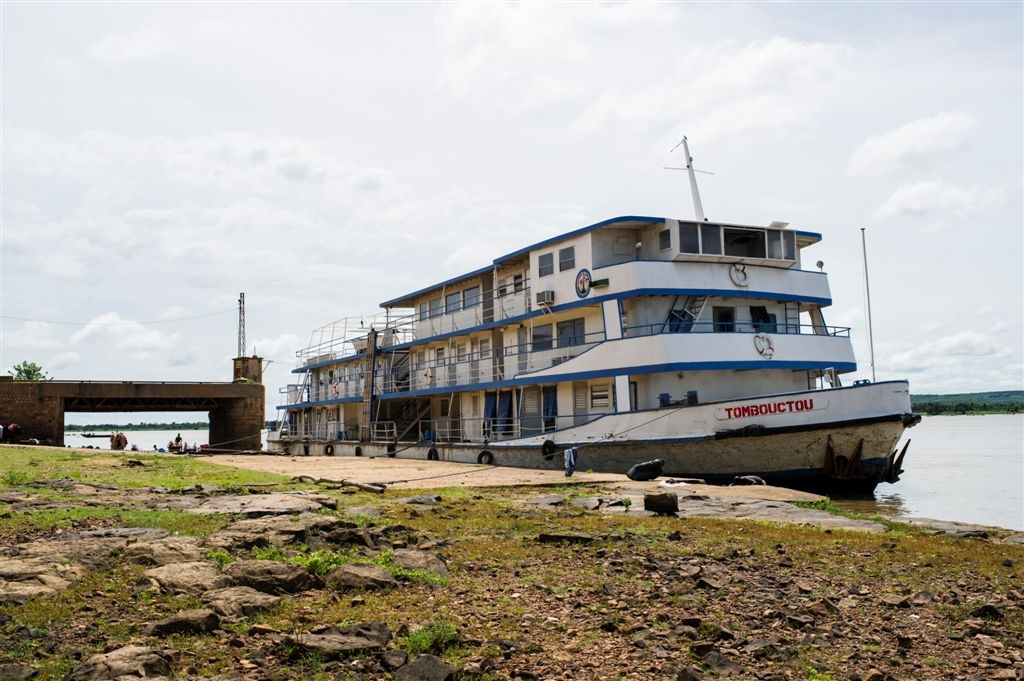
Barco de la COMANAV en el puerto de Kulikoró

Durante mucho tiempo, Kulikoró fue una ciudad industrial gracias a la HUICOMA (Hulerie cotonnière du Mali) que se dedicaba al procesamiento del algodón y de las semillas para la producción de aceite. En la empresa trabajaban 800 trabajadores. En 2006, tras la privatización de HUICOMA, se cerró la fábrica.
Otras industrias en Kulikoró son la extracción de arena y gravilla del cauce del Níger, un trabajo mal pagado y peligroso; el astillero INACOM (Industrie de construction navale); el fabricante de baterías Grands moulins du Mali; la fábrica de ladrillos Briqueterie moderne du Mali; y la Coopérative Djemanguèle, que produce zumos de frutas, como el dátiles del desierto, hibisco, guayavas, etc.

### Comunicaciones
Debido a que el Níger no es navegable entre Bamako y Kulikoró, se alargó la línea de ferrocarril Dakar-Níger hasta Kulikoró, que es su terminal. Aquí se trasladaban los bienes de Ségou, Mopti, Timbuktú y Gao del barco al tren para su transporte al puerto oceánico de Dakar. Desde 2003, tras la privatización forzada por el Banco Mundial, el tren ya no llega a Kulikoró.
Aunque los almacenes de Office du Niger se encuentran vacíos en su mayoría y la antigua dársena se usa para lavar la ropa, el río y el puerto siguen siendo elementos importantes de la economía local como transporte de personas y bienes. Botes salen regularmente hacia Nyamina y Segú. Piraguas transportan bienes y personas de un lado del Níger al otro.
Entre agosto y octubre, a finales de la época de lluvias, pueden navegar los grandes barcos de la COMANAV (Compagnie malienne de navigation) hacia Segú, Mopti, Timbuktú y Gao.

## Educación
El liceo Dioba Diarra de Kulikoró está hermanado desde el 15 de febrero de 2010 con el liceo Castel de Dijon (Francia), tras varios años de intercambios.
En la ciudad también se encuentra la academia militar de Mali, École militaire interarmes «Boubacar Sada Sy», en la que el EUTM Mali ha situado su centro de formación para el ejército maliense.

## Cultura

### Deportes
La Association sportive Nianan es un club de fútbol de Kulikoró. 

### Leyendas

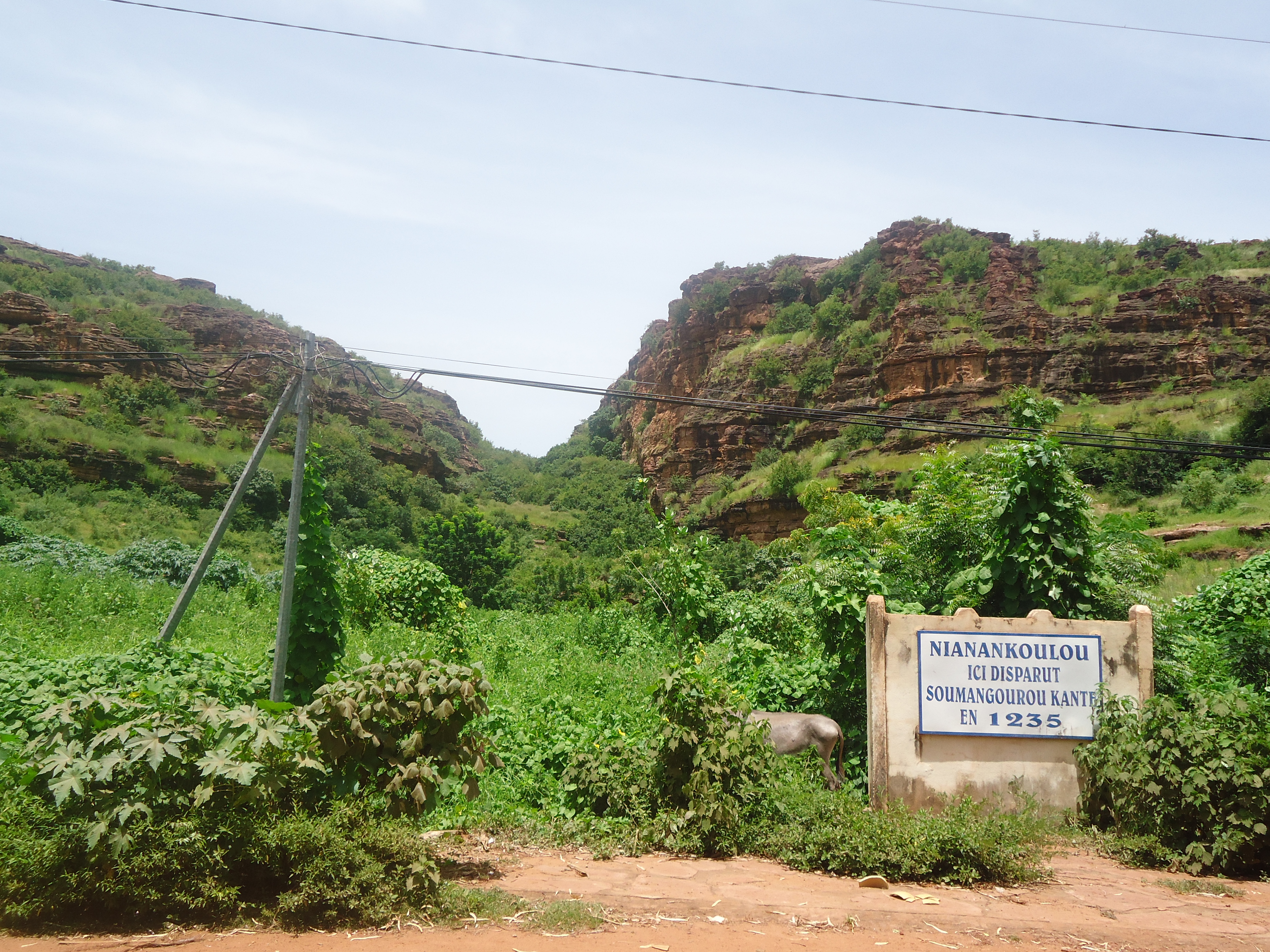
Niana Kulú/Nianankoulou

Los griots de Kulikoró todavía cuentan hoy sobre la magia de Sumaoro Kanté y su misteriosa desaparición en 1235.
Sumaoro o Soumangourou Kanté era rey de los sossos a principios del siglo XIII. Reinaba a través del terror y la magia sobre lo que hoy es todo el Mali occidental. Solo Sundiata Keïta, que más tarde se convertiría en rey de Mali, se atrevió a enfrentarse a Kanté. Keïta, el séptimo hijo de un cazador de Kita y una mujer de Toron, llegó al mundo con una discapacidad y no pudo dedicarse a la caza para llevar carne a su madre. Los padres de avergonzaban del hijo y lo maldecían. Keïta decidió que era mejor morir que soportar la vergüenza y huyó al bosque, donde se encontró con una bruja. La bruja empleó la magia y convirtió a Keïta en el mejor guerrero de la zona. Volvió a casa de sus padres, donde siguió aparentado ser un discapacitado, y preguntó por su bastón, para apoyarse. 
Tras la legendaria batalla de Krina, donde se enfrentaron Kanté y Keïta, Soumangourou Kanté tuvo que huir hacia Kulikoró. Allí se escondió en la cuevas de Niana Kulú o Nianankoulou, en la llamada Fakoly Fanfa, desde donde se cree que sigue reinando hasta el día de hoy.